# Ford Model AA
Le Ford Model AA est un camion léger de Ford. Comme les Ford T et Ford Model TT devenaient obsolètes et devaient être remplacés, Henry Ford a commencé la conception initiale de la voiture Ford A et son dérivé camion "AA" en 1926. Le châssis de base a été renforcé et le développement mécanique a avancé rapidement. La conception et le style de la carrosserie ont été développés puis sous-traités à divers fabricants de carrosseries, dont Briggs et Murray. La conception de la Model A partageait des pièces et des matériaux avec le Ford Model AA, notamment la carrosserie, le moteur et l'intérieur. Les AA recevaient généralement des intérieurs plus sobres que leurs homologues automobiles. Le Model AA a eu des évolutions de conception similaires à la Model A au cours des quatre années de production de l'AA, souvent retardés de trois à neuf mois[réf. nécessaire]. Les changements mécaniques et les mises à niveau ont été effectués pendant la production des véhicules. Les changements de carrosserie survenus entre 1929 et 1930 ont également été intégrés dans la production du AA, mais les pièces restantes ont été utilisées plus longtemps sur les camions commerciaux lourds. Après janvier 1929, les roues à rayons ont été remplacées par des jantes en acier.

## Détails mécaniques
Le Ford Model AA est propulsé par le même moteur quatre cylindres en ligne de 3 294 cm3 que celui utilisé par la Ford Model A. Le moteur produisait un maximum de 40 chevaux à 2 200 tr/min. Le moteur comportait un carburateur à tirage ascendant, un générateur de six volts, un ventilateur à 2 et 4 pales, une pompe à eau mécanique, une pompe à huile mécanique, un démarreur électrique et un radiateur à quatre rangées. Toutes ces caractéristiques étaient identiques à celles de la Ford Model A à l'exception du radiateur. Le moteur peut également être démarré par une manivelle si nécessaire, grâce à une manivelle qui s'insère à travers un trou dans la coque du radiateur. Le Model AA était basé sur un châssis de conception similaire à celui de la Ford Model A, sauf qu'il était beaucoup plus grand et plus lourd pour accueillir le travail pour lequel ce camion était conçu.
Le Ford Model AA a une boîte de vitesses manuelle à quatre vitesses. L'engrenage supplémentaire dans la transmission est un premier rapport "grimpant" avec un rapport de réduction plus élevé que le premier rapport d'une Ford Model A pour fournir plus de couple pour déplacer un camion chargé. Les rapports de la deuxième à la quatrième sur la transmission du Model AA étaient similaires aux rapports de la première à la troisième sur la transmission de la Model A. La transmission du Model AA comportait également un verrouillage sur le pommeau de levier de vitesses pour la marche arrière qui nécessitait l'activation d'un levier avec le pouce pour que la marche arrière puisse être engagée. Cela a été fait pour empêcher l'engagement accidentel de la marche arrière pendant que le camion était en mouvement. Les premiers camions avaient une extrémité arrière à vis sans fin qui limitait la vitesse maximale du camion. Cet arrière a été remplacé par un différentiel à pignon et anneau pour améliorer la vitesse du camion. Ce dernier différentiel avait des options haute vitesse et basse vitesse. Les modèles ultérieurs ont été équipés de renforts sur le boîtier extérieur de l'extrémité arrière pour fournir un soutien supplémentaire au boîtier arrière.
La suspension avant du camion AA était similaire à celle de la Ford Model A. Un ressort à lame est centré dans le cadre avant en forme de «A» au-dessus de l'essieu avant. Des amortisseurs étaient disponibles pour l'avant. La suspension arrière différait de la Ford Model A. L'AA avait des ressorts à lames montés sur le châssis et enchaînés à l'essieu arrière. La suspension arrière n'avait pas d'amortisseurs.
Les commandes du Model AA sont entièrement mécaniques, à l'exception des essuie-glaces des modèles ultérieurs. Les freins sont mécaniques et le camion dispose de quatre freins à tambour surdimensionnés pour arrêter le véhicule. Le système mécanique est un système de levier de traction qui applique la force de la pédale à un pivot qui tire les tiges de freinage qui augmentent les freins à tambours. Le feu stop est activé lorsque la pédale de frein est enfoncée. Les freins sont plus proportionnés vers les tambours arrière. Le frein à main est un levier chromé au sol avec un bouton de déverrouillage sur le dessus. Les essuie-glaces étaient au début actionnés manuellement et les modèles ceux des modèles ultérieurs étaient alimentés par le vide détourné du collecteur d'admission. Le bouton du klaxon est monté au milieu de l'assemblage du volant. Les commandes des feux sont également intégrées à l'ensemble de direction. L'interrupteur était un interrupteur à trois crans pour les feux de stationnement, les phares et les feux de route. Les couleurs des lentilles des feux arrière de l'AA ont subi plusieurs changements au cours de la production. Deux leviers sont montés sur la colonne de direction pour régler le moteur. Le levier gauche contrôle l'avance manuelle et le retard de la synchronisation. Le réglage de la synchronisation du moteur modifie le moment à laquelle l'étincelle se produit dans la chambre de combustion et ces changements affectent les performances du moteur. Le levier droit est une commande manuelle de l'accélérateur. L'accélérateur peut être réglé pour faciliter le changement de vitesse de la transmission et le régime de ralenti du moteur. Sous le tableau de bord sur le côté droit se trouve la tige du starter. Le starter peut régler le débit de carburant du carburateur dans le moteur. Tourner le bouton de la tige de starter dans le sens des aiguilles d'une montre ferme le débit de carburant, penchant le moteur; tourner le bouton dans le sens antihoraire ouvre le débit de carburant vers le moteur.
Le tableau de bord en forme de losange, comprend trois témoins de base, avec la clé de démarrage et l'interrupteur de verrouillage sur le point gauche. Le haut contient la jauge à essence, qui se connecte directement dans le réservoir d'essence, derrière le tableau de bord. Le point droit contient la jauge d'amplification, qui montre le taux de charge du générateur. Le bas du tableau de bord contient le compteur de vitesse et compteur kilométrique. Des témoins supplémentaires pouvaient être montés dessous si on le souhaitait.
Lors de la production du Model AA, les roues ont également été changées. Des roues à rayons similaires en apparence aux roues de la Model A mais beaucoup plus lourdes ont été utilisées en 1928. Des roues à disque de 20 pouces à 6 fentes ont été produites par Budd pour Ford en 1929. En 1930, une nouvelle roue à disque de 20 pouces à 5 fentes a été adoptée. Ces roues ont été utilisées pour 1930 et une partie de 1931. Les roues finales étaient une autre modification des roues de 1930, avec un centre surélevé pour renforcer les roues et permettre l'espacement des roues jumelées à l'arrière afin que les pneus ne frottent pas les uns contre les autres. Les roues jumelées étaient utilisées pour des styles variés de carrosserie, y compris les camions à benne basculante, les dépanneuses, les camions-citernes, les camions de pompiers et les camions à plateau. Les écrous de roue ont changé à chaque nouveau style de roue pour répondre aux changements apportés aux conceptions de la roue. Des roues spéciales ont été produites pour les ambulances, les bus et les voitures funéraires (corbillards).

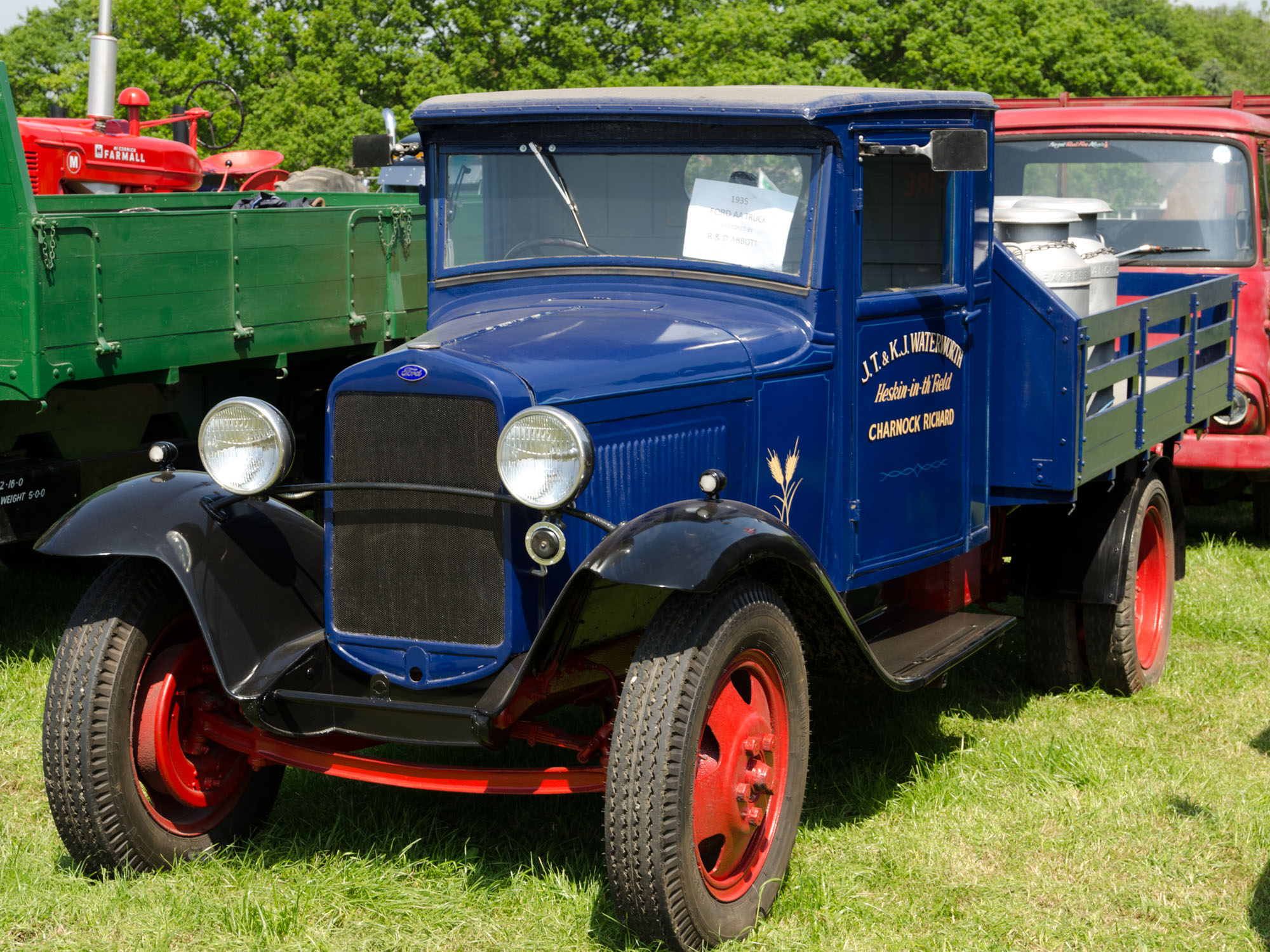
Une Ford Model AA de 1935 de production britannique
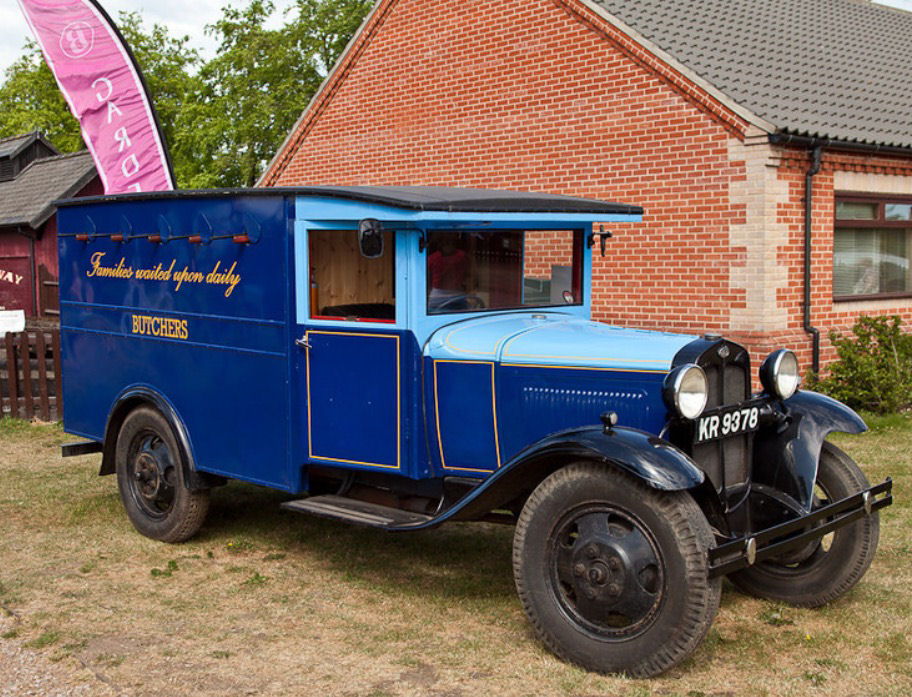
Fourgon Ford modèle AA
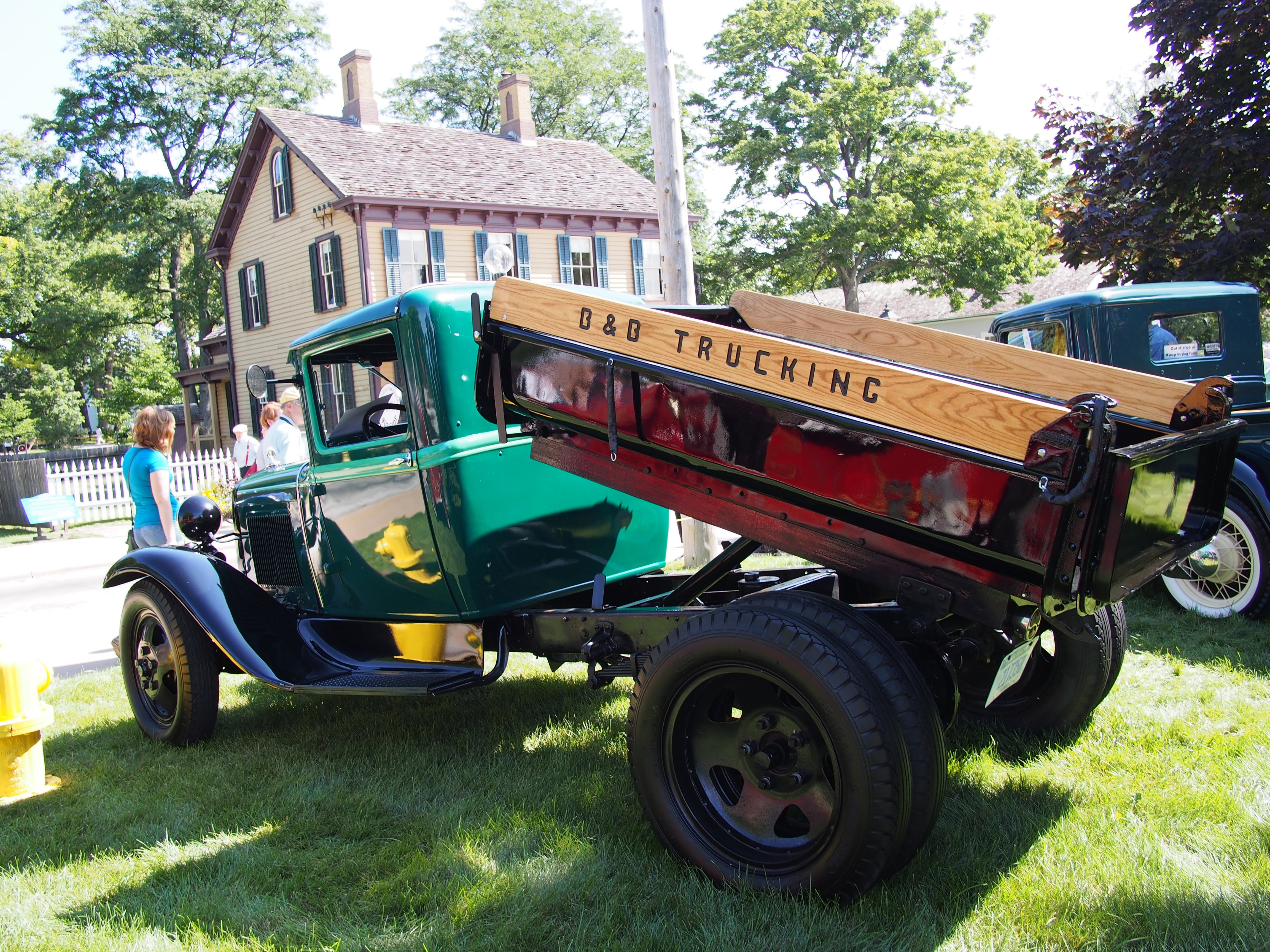
Camion à benne basculante Ford modèle AA
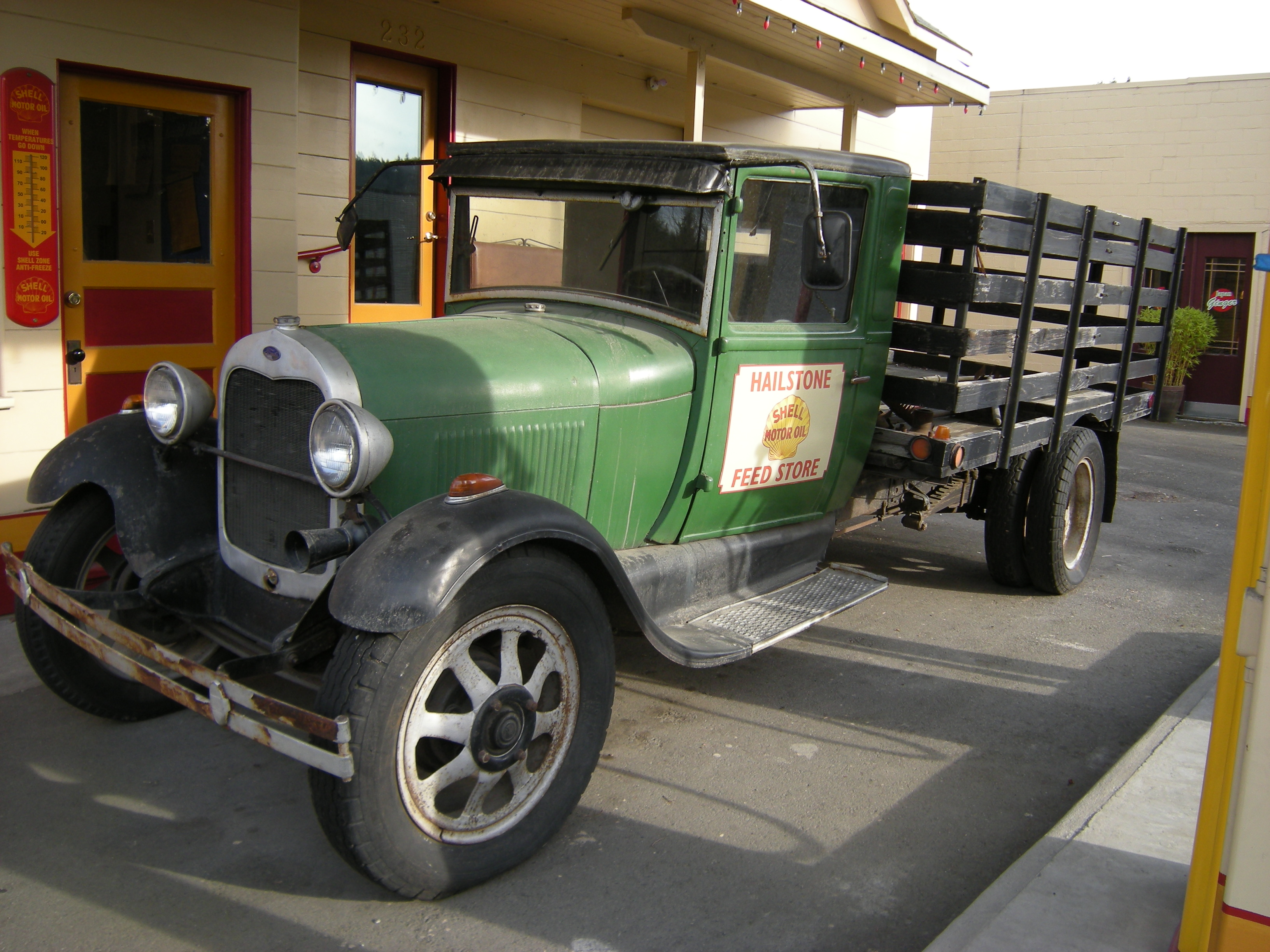
Ford Model AA de 1929
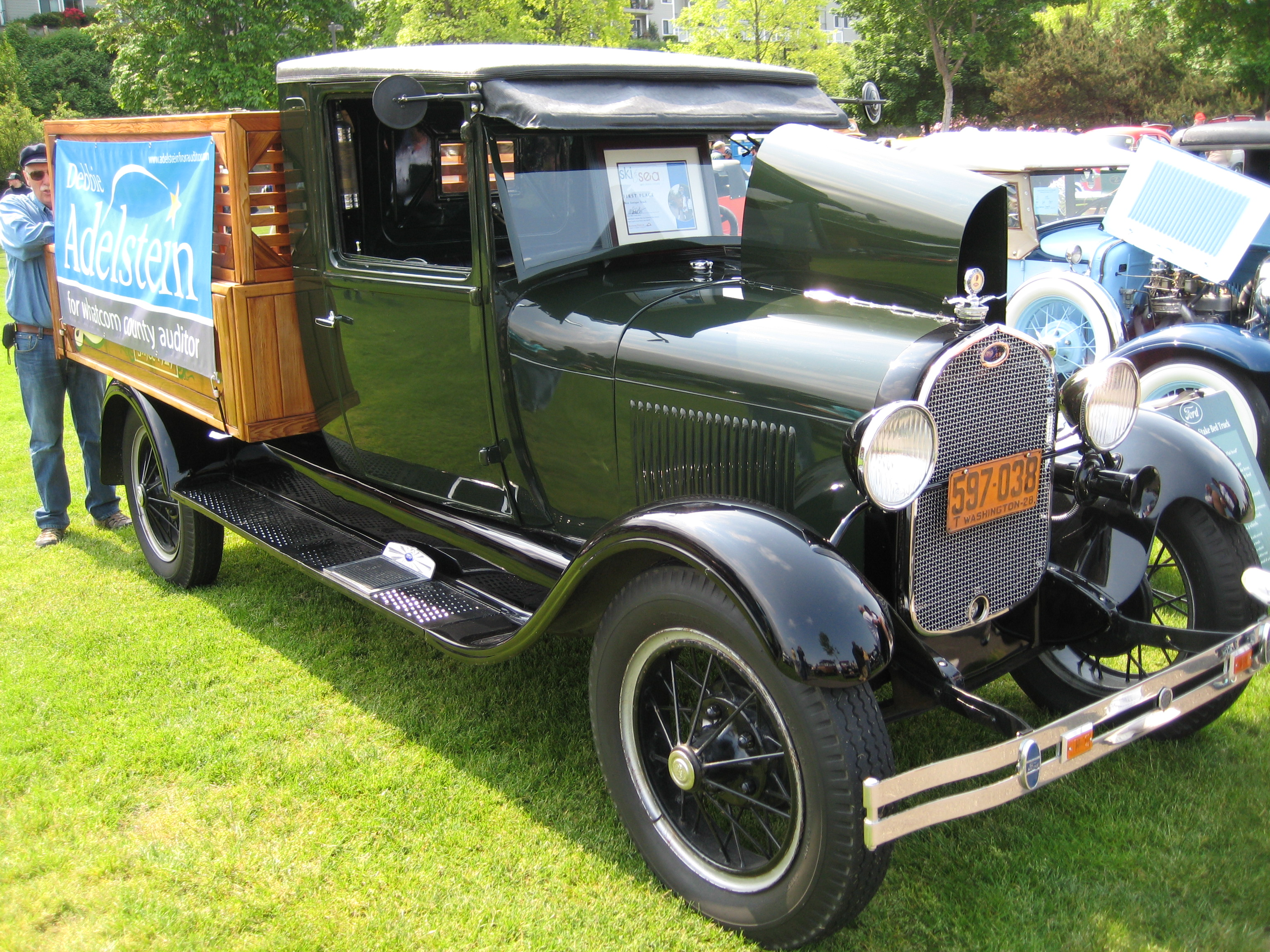
Un autre modèle AA de 1929
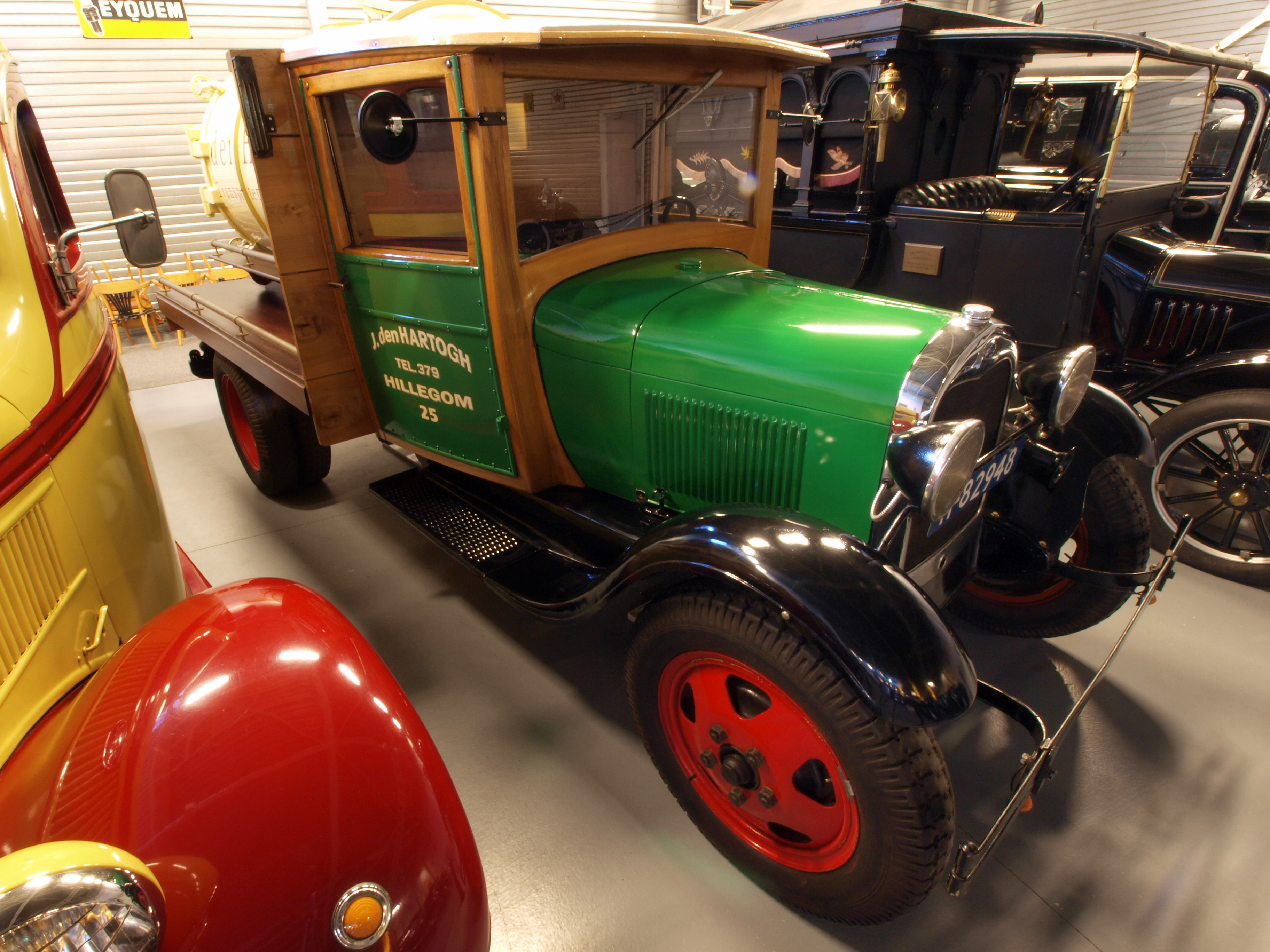
Ford Model AA

## Variantes

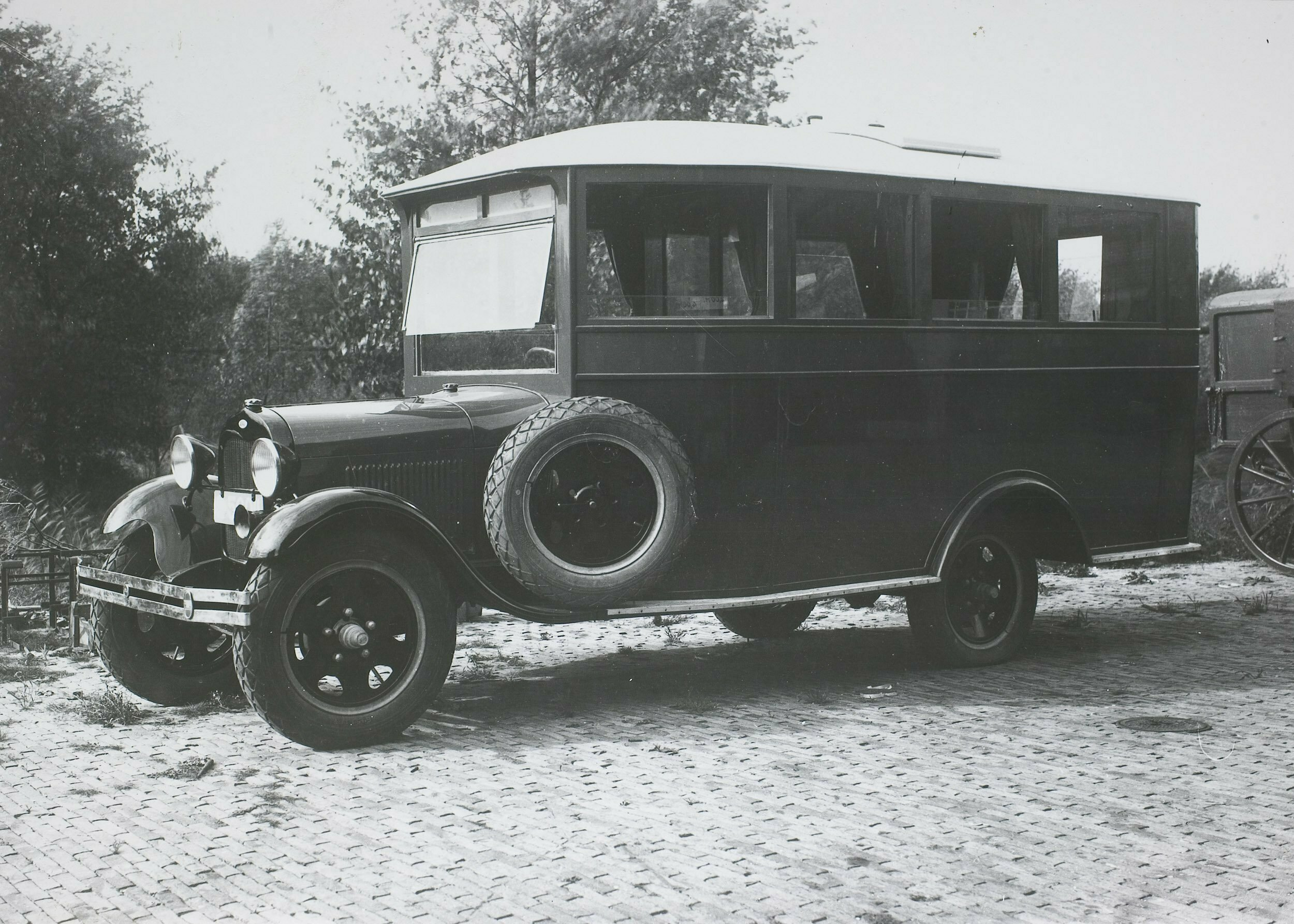
Un bus basé sur AA, 1932

Le Model AA était disponible avec un certain nombre d'options. Deux empattements étaient disponibles, 3 340 mm et 4 000 mm. Différents styles de carrosserie étaient disponibles sur différents châssis.
Le Ford Model AA était disponible dans des styles variés de carrosserie. Les carrosseries spécialisées comprennent: la voiture funéraire, l'ambulance, la camionnette express, le camion à benne basculante et un plateau-cabine. Le modèle à cabine seule était vendu à des clients qui voulaient qu'une carrosserie personnalisée soit construite par une entreprise d'après-vente. Les sociétés pouvaient avoir une peinture personnalisée et d'autres modifications apportées par Ford pour les flottes de véhicules. Le service postal américain a acheté une flotte de véhicules qui a reçu des carrosseries sur mesure faites par des constructeurs extérieurs.
Le Ford AA a aussi été carrossé en autobus scolaire (School Bus) type 330A-B notamment par Crown Motor Carriage Co. et Bowers Engineering Works.

## Production
Ford a autorisé la fabrication des Model A et AA à divers pays, notamment l'Union soviétique. Plus de 985 000 Ford AA ont été construits par GAZ en URSS de 1932 à 1950. La version GAZ avait une charge utile de 1 500 kg. Un modèle avec un moteur plus puissant de 50 ch (37 kW) et des simplifications en temps de guerre est souvent appelé GAZ – MM, d'après le moteur.
En octobre 1931, le Model AA fut le premier véhicule produit dans la nouvelle usine Ford Britain à Dagenham en Angleterre. Il a également été assemblé dans les ateliers de Berlin puis dans la nouvelle usine Ford de Cologne.
Il a également été construit par Ford SAF. Le Model AA a également été construit dans plusieurs pays d'Europe continentale sous la licence de Ford Corporation. Au moins trois véhicules blindés danois (FP-1, FP-2 et FP-3) étaient basés sur le châssis,.

## Aujourd'hui

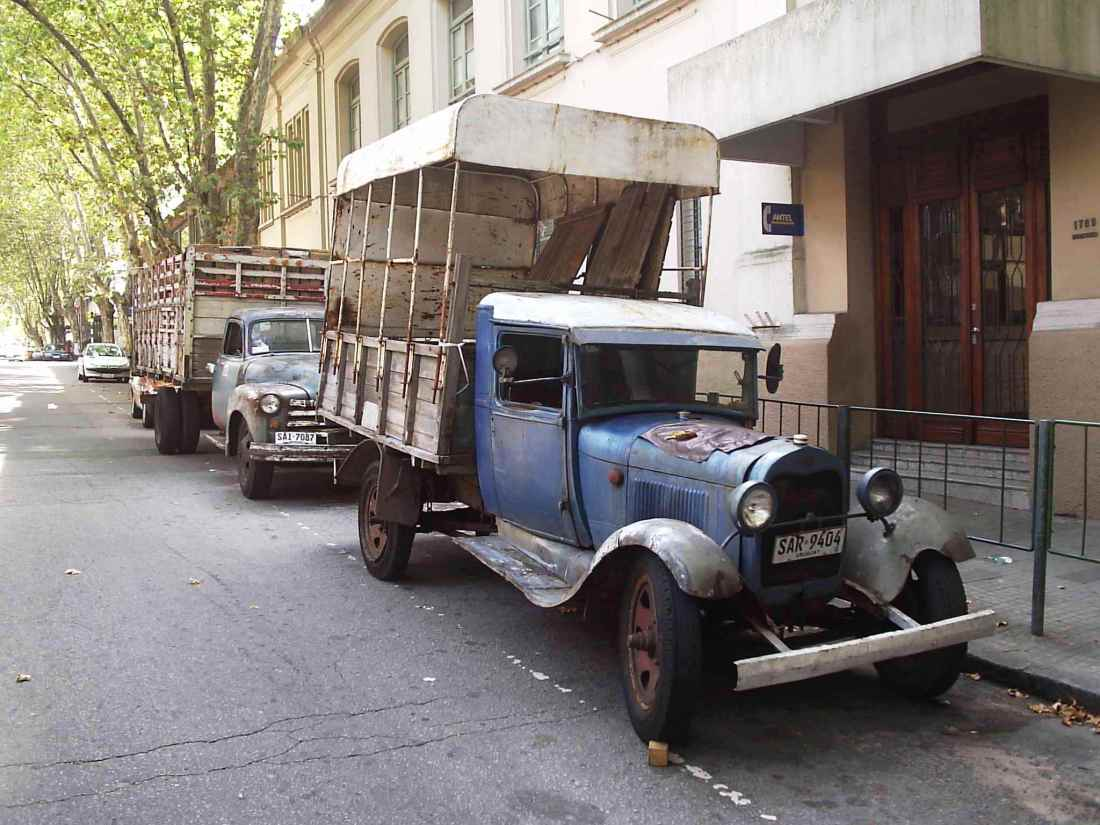
Un AA de 1929 toujours en activité à Montevideo, en Uruguay, en 2005

Aujourd'hui, l'enthousiasme pour le Model AA se poursuit. La conservation et la restauration de ces véhicules restent populaires. Aux États-Unis, il existe deux clubs nationaux. L'un des clubs prend en charge les Model A / Model AA et l'autre club est dédié spécifiquement au Model AA. Le Model A Restorers Club et le Model A Ford Club of America, ainsi que le Ford Model AA Truck Club travaillent pour soutenir les membres avec des conseils techniques et un soutien, ainsi que pour afficher les véhicules des membres pendant leur restauration.
Dans certains pays, comme l'Uruguay et Cuba, les camions Model AA sont toujours utilisés, plus de 80 ans après leur introduction.